# PS-musikalen
PS-musikalen är en institution med årligen återkommande musikaluppsättningar i Varberg. Ensemblen består främst av gymnasieelever från Varberg med omnejd. Musikalerna spelas på engelska.
PS-musikalen har satt upp en musikal varje år sedan 1987. Till en början rörde det sig om föreställningar i mindre skala men sedan 1989 spelas föreställningarna på Varbergs Teater. Premiären äger varje år rum i antingen januari eller februari. Mellan 1992 och 2015 gavs föreställningar även under sommaren men av ekonomiska skäl spelas musikalerna numera endast under vintern. Musikalerna produceras av Torbjörn Svahn, som varit med sedan 1992 , och med ekonomiskt stöd av Intresseföreningen PS-musicalerna och Varbergs kommun. Intresseföreningen PS-musicalerna bildades 1995 på initiativ av Lars-Olle Hattne för att stötta verksamheten ekonomiskt och praktiskt. Den engelske regissören John M Smith, startade upp hela verksamheten 1987 och var regissör mellan 1987 och 1997. Mellan 1998-2001 delade tidigare musikaldeltagare på regissörsarbetet. 2002 tog den engelske regissören, koreografen och dansaren John Worthyöver regissörssysslan, vilket han hade fram till 2020, då musikalen "High School Musical, on stage" genomfördes i början av 2020, och strax därefter infördes restriktioner i samband med covid-19 pandemin. Detta gjorde att det inte gick att presentera någon ny musikaluppsättning 2021. Rättigheter hade införskaffats för att sätta upp "We Will Rock You", och tanken var att genomföra denna januari/februari 2022. Planerna ändrades och det blev i stället en mix av Broadway musikaler, "Best of Broadway", vilken hade premiär i juli 2022 på Varbergs teater. Regissör för denna uppsättning var Jack Niklasson (som även regisserade 2023 års musikal "Chicago"). I slutet av januari 2024 hade musikalen "All shook up" premiär, med premiär för de införskaffade LED skärmarna, vilka förändrade möjligheterna för scenografin. "9-5 the musical" blev 2025 års musikal, med något tidigarelagda föreställningar under två veckor i januari i stället för februari, pga av svårigheter med bokning av Varbergs teater. 

## Musikaluppsättningar[6]
- 1987: My Fair Lady
- 1988: Protest
- 1989: Guys and Dolls
- 1990: Lighten Our Darkness
- 1991: Joseph and the Amazing Technicolor Dreamcoat
- 1992: West Side Story
- 1993: Jesus Christ Superstar
- 1994: Return to the Forbidden Planet
- 1995: Fame
- 1996: Cabaret
- 1997: Guys and Dolls
- 1998: Jesus Christ Superstar
- 1999: Hair
- 2000: Chess
- 2001: My Fair Lady
- 2002: Evita
- 2003: Grease
- 2004: The Musicals
- 2005: Godspell
- 2006: Rent
- 2007: We Will Rock You
- 2008: The Rocky Horror Show
- 2009: Blood Brothers
- 2010: Hair
- 2011: Cabaret
- 2012: Jesus Christ Superstar
- 2013: Footloose
- 2014: Avenue Q
- 2015: Spamalot
- 2016: Legally Blonde
- 2017: The Addams Family
- 2018: Spring Awakening
- 2019: Flashdance
- 2020: Disney's High School Musical
- 2021: ingen musikal, pga pandemi
- 2022: "Best of Broadway" (enbart sommarföreställningar)
- 2023: Chicago
- 2024: All Shook Up
- 2025: 9-5 the musical

### Personer som medverkat i PS-musikalen
- Margareta Svensson[7], artist och medverkande i Svenska Hollywoodfruar.
- Jessica Heribertsson[8], musikalartist.
- Sara Englund[9], musikalartist.